# هشدار شب
هشدار شب (انگلیسی: Night Warning) فیلمی در ژانر ترسناک به کارگردانی ویلیام اشر است که در سال ۱۹۸۲ منتشر شد. از بازیگران آن می‌توان به سوزان تایرل، بو اسونسون، مارسیا لوئیس، و بیل پکستون اشاره کرد.